# Mauvais Genre (bande dessinée)
Ne pas confondre avec les films Mauvais Genre et Mauvais Genres.
Mauvais Genre est une bande dessinée de Chloé Cruchaudet inspirée de l'essai des historiens Fabrice Virgili et Danièle Voldman La Garçonne et l'Assassin (Payot, 2011). Elle a été publiée dans la collection « Mirages » de Delcourt en 2013. L'histoire est basée sur des personnages qui ont vraiment existé pendant la Première Guerre mondiale, Paul Grappe et Louise Landy.
Durant la Première Guerre mondiale, Paul, ne souhaitant pas retourner au front, déserte. Afin d'échapper au peloton d'exécution il va se travestir en femme. Il se fera alors appeler Suzanne pour échapper à la clandestinité et vivre avec sa femme Louise à Paris.

## Résumé
Lors de la Première Guerre mondiale, Paul Grappe, traumatisé par la vie des tranchées, tente d’y échapper en s’infligeant volontairement une blessure. La supercherie dure mais il est finalement contraint de reprendre son poste. Ne souhaitant pas retourner au front, il déserte.
Sa désertion le condamne à vivre caché afin d'échapper au peloton d’exécution. Sombrant peu à peu dans l’alcoolisme et l’ennui il décide d’user d’un déguisement afin de sortir de son hôtel. C’est ainsi qu’avec l’aide de sa femme Louise il va se travestir en femme. Il devient Suzanne.
Son personnage féminin lui permet de sortir de sa cachette et de vivre aux yeux de tous sous une nouvelle identité. Au bois de Boulogne Suzanne devient reine de la nuit. On découvre un univers méconnu, un endroit où tout est permis et où chacun peut être ce qu’il désire.
Au fil des jours Louise n’en peut plus de s’user au travail pour voir ses efforts dilapidés chaque nuit par Suzanne en alcool, drogues et sexe. La relation du couple se détériore, de jour Paul est violent et de nuit Suzanne absente. Louise rejoint Suzanne dans sa vie nocturne mais cela ne fait qu’augmenter la jalousie et la violence de Suzanne.
Enfin, après 10 ans, les déserteurs sont amnistiés et il semblerait que Suzanne puisse redevenir Paul. C’était sans compter le goût qu’il avait pris à se travestir et à sa nouvelle vie, Paul continue de se transformer en Suzanne pour une gloire éphémère dans les journaux et petits théâtres. Cela dure jusqu’à une nuit où Paul surprend Louise à vouloir le quitter, il l’agresse puis sombre dans un délire dû au manque d’alcool. Louise tue Paul.
Au fil du récit s’ajoutent les passages du procès de Louise, finalement acquittée de son crime.

## Thématiques

### Genre
Mauvais genre est une œuvre dans laquelle des questions de sexualité sont abordées sous le prisme de l’époque d’entre-deux guerres tout en faisant resurgir des polémiques actuelles. Alors qu’au XXIe siècle les mouvements LGBT doivent continuer de revendiquer leurs droits, Chloé Cruchaudet aborde l’une des premières affaires portant sur un travestissement lors du procès de Louise Landy en janvier 1929, défendue par Maurice Garçon. La notion de genre est elle-même abstraite à cette époque, on ne parle pas ou qu'exceptionnellement des personnes dont le genre est plus vaste que féminin ou masculin.
L'auteure reprend le texte de Fabrice Virgili et de Danièle Voldman et leurs objectifs : « nous avons pu décrire la vie du Paris populaire avant, pendant et après le conflit, la transformation des rôles respectifs des hommes et des femmes, l'émergence des "garçonnes", la plus grande visibilité sociale de l'homosexualité et l'engagement de la justice dans le maintien des rapports familiaux traditionnels ».
La figure de la garçonne apparait à l'entre-deux-guerres et désigne une femme qui travaille et dont la sexualité est souvent assez libre ; ce mouvement est marqué par une évolution de la mode féminine avec notamment le cheveux courts mais aussi les jupes qui se raccourcissent. Dans Mauvais genre, Paul fait couper ses cheveux à Louise : « Un couple de femmes ça doit être chic et moderne. Tes cheveux à l'ancienne ça fait bizarre ».
Chloé Cruchaudet explique le travail qu'elle a réalisé pour que Paul devienne Suzanne. Lors de la première planche où il porte une robe, Suzanne n'existe pas encore : il s'agit bien de Paul déguisé en femme « pour traduire le changement progressif de mon héros, j'ai beaucoup observé la gestuelle des hommes et des femmes, leur manière de marcher, d'incliner la tête… Ici Paul fait de grands pas, sa robe est tendue, ses mains enfouies dans ses poches, les épaules bien dégagées : l'attitude est encore très masculine ». Plus tard, lors de la première scène au Bois de Boulogne, le personnage qui s'y rend est bien plus complexe. En effet, Paul prend l'ascendant sur Suzanne lorsqu'il consomme de l'alcool, mais celle-ci fait déjà partie de lui, lorsqu'ils arrivent au bois Paul-Suzanne sont un tout : « Pour préparer cette scène, j'ai consulté des photos érotiques des années 20 et 30. La pilosité était développée, les formes généreuses, les corps très différents les uns des autres… Suzanne, elle, s'habille à la mode garçonne, avec une coupe à la Louise Brooks. Elle porte des habits qui dissimulent ses larges épaules, des prothèses pour la poitrine et les hanches ». Le genre du personnage ne se conforme plus au masculin ou au féminin, il est double, complexe, changeant, et c'est notamment ainsi qu'il découvre une nouvelle approche de la sexualité.

### Sexualité

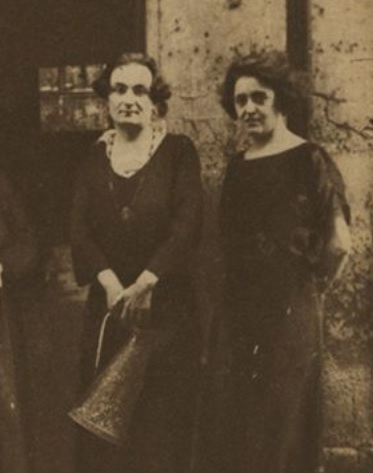
Paul Grappe et Louise Landy

Le couple formé par Paul Grappe et Louise Landy apparait au début de la bande dessinée comme un couple hétérosexuel qui n'a pas eu l'occasion de vivre son amour après le mariage puisque éclate la Première Guerre Mondiale.
Lorsque Paul déserte et rentre se cacher chez sa femme Louise, la sexualité du couple semble pouvoir commencer mais celle-ci est vite perturbée par la peur mais aussi l'alcoolisme et l'agressivité de Paul.
La création de Suzanne forme un triangle amoureux, triangle paradoxal puisqu’il n’y a que deux corps pour trois personnes. C’est Suzanne qui, en se sentant désirée par les hommes, notamment lors de son premier passage au Bois, va apporter une nouvelle sexualité à Paul mais aussi au couple. Le Bois est cet espace où « hétérosexuel » et « homosexuel » semblent ne pas avoir de sens, pas plus que le genre féminin ou masculin. Le Bois est un espace de liberté où le double personnage de Paul-Suzanne peut apparaître librement dans sa dualité. Lorsque Louise est finalement initiée aux pratiques du Bois, la sexualité du couple devient d’autant plus vaste et complexe qu’au travestissement de Paul et ses pratiques bisexuelles s’ajoute le libertinage de Louise.
Dans Mauvais genre, Chloé Cruchaudet met en scène un couple dont la sexualité est totalement investie par des pratiques à l’époque aussi taboues que marginales. Lors des pages narrant le procès de Louise Landy la question de la sexualité du couple est centrale dans les délibérations de la justice, cette sexualité apparait comme une étrangeté.

## Graphisme
L'ouvrage est en noir et blanc, les tons oscillent entre les gris et les sépia, des dessins sont sombres mais contrastés. Seule la couleur rouge est marquée par la dessinatrice. Le rouge s'impose comme couleur féminine, notamment dans le maquillage et les vêtements, mais aussi comme une couleur inquiétante avec le sang ou le vin.
Pour cet adaptation en bande dessinée, Chloé Cruchaudet utilise les éléments historiques fournis par le roman La Garçonne et l'Assassin mais se permet également d'imaginer tout ce que les documents ne disaient pas : « la dessinatrice n'était pas tenue au respect de la déontologie de la discipline historique. Ce que les documents ne disaient pas, elle pouvait l'imaginer et l'inventer ». L'inspiration est historique mais l'œuvre se pare de fiction. Ainsi, malgré la présence de photographies de Paul Grappe et de Louise Landy, Chloé Cruchaudet s'est permis de modifier leurs traits afin de pouvoir jouer sur la confusion entre Paul et Suzanne.
Chloé Cruchaudet déclare avoir dessiné volontairement d'un trait imprécis le visage de Paul. De cette manière, elle peut le féminiser sans avoir besoin de réaliser de grandes modifications. Par exemple, elle diminue le volume du visage. Paul a un grand nez, afin qu'il soit très reconnaissable. L'autrice souhaite donner plus de force aux personnages qu'aux décors.

## Récompenses
- 2013 : Prix Landerneau bande dessinée[9] ;
- 2014
  - Fauve d'Angoulême prix du public Cultura[10] ;
  - Grand Prix de la critique de l'ACBD (Association des critiques et journalistes de bande dessinée)[10] ;
- 2015 :  Prix Micheluzzi de la meilleure bande dessinée étrangère.

## Adaptations
Chloé Cruchaudet aimerait que la bande dessinée soit adaptée en film animé. En 2017 sort le film d'André Téchiné, Nos années folles.